# Шота Хабарелі
Шота Дмитрович Хабарелі (груз. შოთა დიმიტრის ძე ხაბარელი; 26 грудня 1958, Дзлевисджварі, Карельський район, Грузинська РСР, СРСР) — відомий радянський і грузинський дзюдоїст, чемпіон Олімпійських ігор 1980 року з дзюдо, призер чемпіонатів світу (1983) і Європи (1979, 1981, 1982, 1983) з дзюдо, Заслужений майстер спорту СРСР (1980). Переможець Спартакіади народів СРСР (1983), багаторазовий чемпіон і призер чемпіонатів СРСР з дзюдо. Виступав у ваговій категорії до 78 кг за СКА (Тбілісі).

## Біографія
Один з найбільш титулованих представників грузинської школи дзюдо. Техніка боротьби Хабарелі, як і техніка інших грузинських дзюдоїстів, була заснована на національній боротьбі чидаоба. На відміну від іншого олімпійського чемпіона Шоти Чочишвілі, який застосовував змішану техніку класичного дзюдо і національної грузинської боротьби, Хабарелі надавав більше уваги чидаобу. Серед радянських дзюдоїстів стиль боротьби Хабарелі називали «антидзюдо». Однак це і стало його перевагою під час московської Олімпіади 1980 року. У фіналі Хабарелі зустрівся з кубинцем Хуаном Феррером, який виграв у всіх суперників прийомом учи — мата (підхоплення). Феррер, незнайомий з технікою чидаоби, довго не міг провести технічну дію, при цьому сам Хабарелі протягом всієї сутички насилу стримував натиск кубинця. В кінці Феррер зміг провести кидок з упором стопи, але до моменту проведення кидка час сутички минув і перемогу здобув Хабарелі. Шота Хабарелі закінчив грузинський Державний інститут фізичної культури.
Протягом 19 років Хабарелі був головним тренером збірної команди Грузії з дзюдо.
Хабарелі тричі (2003, 2006 і 2007 роках) удостоювався від Європейського союзу дзюдо звання кращого тренера Європи.

## Державні нагороди
- Президентський орден Сяйво (Грузія, 2018)[6]